# Liste des distinctions de Natalie Portman
Cette page dresse la liste des distinctions de Natalie Portman.

## Distinctions

### Oscars
| Année | Film ou série | Catégorie                             | Résultat |
| ----- | ------------- | ------------------------------------- | -------- |
| 2005  | Closer        | Meilleure actrice dans un second rôle | Nommé    |
| 2011  | Black Swan    | Meilleure actrice                     | Lauréat  |
| 2017  | Jackie        | Meilleure actrice                     | Nommé    |

### Golden Globes
| Année | Film ou série           | Catégorie                                 | Résultat |
| ----- | ----------------------- | ----------------------------------------- | -------- |
| 2000  | Ma mère, moi et ma mère | Meilleure actrice dans un second rôle     | Nommé    |
| 2005  | Closer                  | Meilleure actrice dans un second rôle     | Lauréat  |
| 2011  | Black Swan              | Meilleure actrice dans un film dramatique | Lauréat  |
| 2017  | Jackie                  | Meilleure actrice dans un film dramatique | Nommé    |

### British Academy Film Awards
| Année | Film ou série | Catégorie                                 | Résultat |
| ----- | ------------- | ----------------------------------------- | -------- |
| 2005  | Closer        | Meilleure actrice dans un second rôle     | Nommé    |
| 2011  | Black Swan    | Meilleure actrice dans un film dramatique | Lauréat  |
| 2017  | Jackie        | Meilleure actrice dans un film dramatique | Nommé    |